# Beggerlay Canyon
Beggerlay Canyon är en kanjon i Kanada.   Den ligger i provinsen British Columbia, i den centrala delen av landet, 3 900 km väster om huvudstaden Ottawa. Beggerlay Canyon ligger 839 meter över havet.
Terrängen runt Beggerlay Canyon är kuperad åt sydväst, men åt nordost är den bergig. Beggerlay Canyon ligger nere i en dal. Trakten runt Beggerlay Canyon är nära nog obefolkad, med mindre än två invånare per kvadratkilometer.. Det finns inga samhällen i närheten.
I omgivningarna runt Beggerlay Canyon växer i huvudsak barrskog.